# François-Joseph Navez

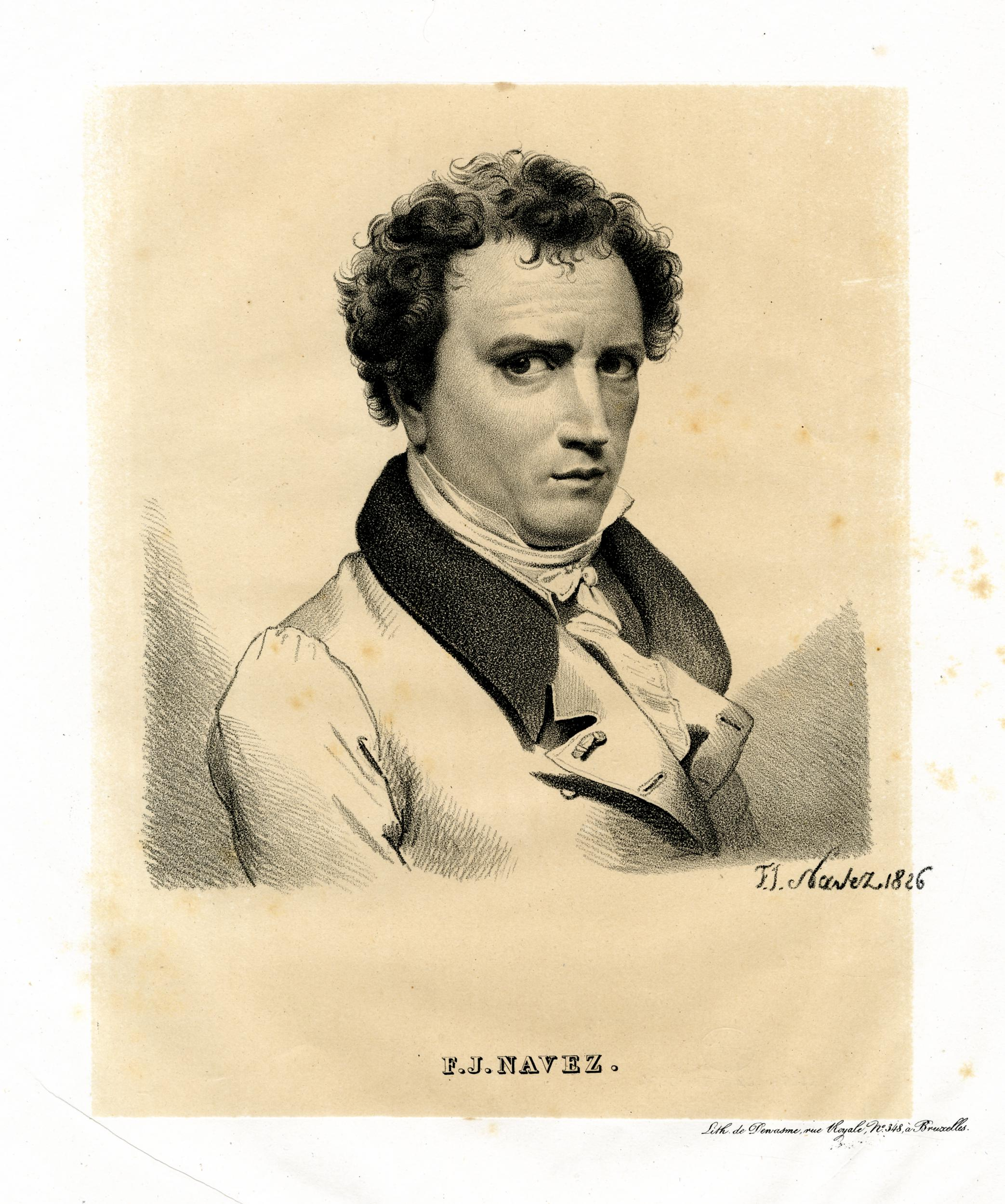
François-Joseph Navez, 1826 lithografiert von Antoine Dewasme-Plétinckx

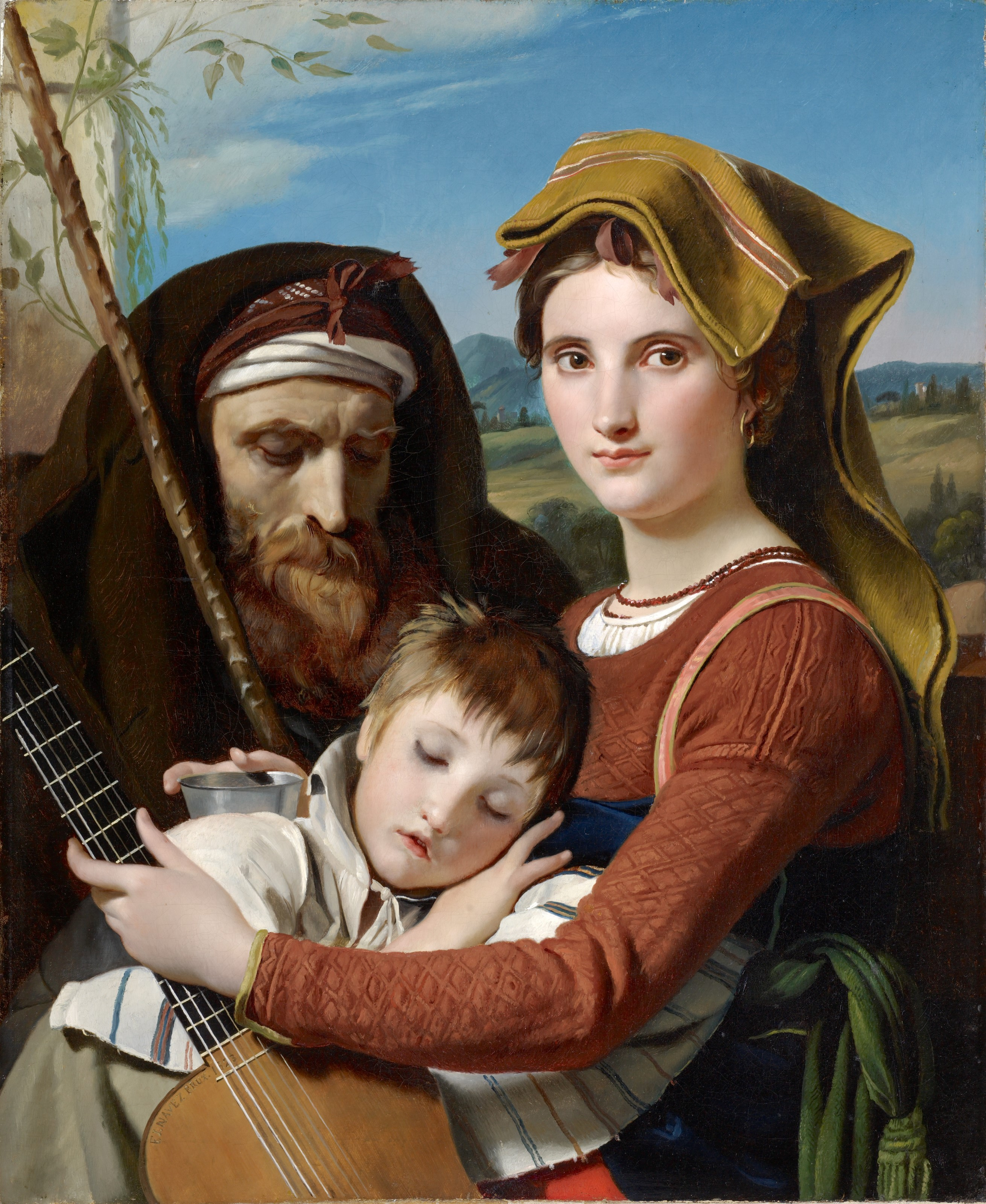
Schäferfamilie in der Campagna

François-Joseph Navez (* 16. November 1787 in Charleroi; † 12. Oktober 1869 in Brüssel) war ein neoklassischer belgischer Maler und Kunstpädagoge.
Er studierte ab 1803 an der Académie royale des Beaux-Arts de Bruxelles bei Pierre-Joseph Celestin François und gewann 1812 den ersten Preis für Historienmalerei, der es ihm ermöglichte, von Juni 1813 bis 1816 in Paris im Atelier von Jacques-Louis David zu studieren. Während des Pariser Aufenthaltes besuchte er Louvre, wo er mehr als 150 Studien nach den Gemälden von Peter Paul Rubens und Anthonis van Dyck schuf. Er verbrachte zwischen 1817 und 1821 vier Jahre in Italien. Danach ließ er sich in Brüssel nieder. Neben der Porträtmalerei schuf er viele mythologische und historische Szenen. Im Atelier in Brüssel bildete er viele Schüler aus, wie Jan Adam Kruseman und Alfred Stevens. Einer von ihnen, der Orientalist Jean-François Portaels, heiratete 1852 seine Tochter.
Navez gründete 1810 zusammen mit anderen klassischen Malern wie Antoine Brice, Antoine Cardon oder Charles Verhulst eine Gesellschaft der Kunstliebhaber. Er war von 1835 bis 1862 Direktor der Académie royale des Beaux-Arts de Bruxelles. Er wurde Gründungsmitglied der 1835 gegründeten Königlichen Kommission für Baudenkmäler. 1826 wurde er Mitglied der Königlich Niederländischen Akademie der Wissenschaften (Koninklijk Instituut, vierde klasse). Im Dezember 1845 wurde er Mitglied der Académie royale des Sciences, des Lettres et des Beaux-Arts de Belgique und im Jahr 1854 Präsident der Akademie.
Er wurde auf dem Friedhof von Laeken beigesetzt.